# أحادي كلوريد السيلينيوم
أحادي كلوريد السيلينيوم (أو ثنائي كلوريد ثنائي السيلينيوم) هو مركب لاعضوي صيغته Se2Cl2، ويوجد على شكل سائل بني محمر.

## التحضير
يمكن أن يحضر المركب من تفاعل السيلينيوم في وسط من حمض الهيدروكلوريك، بوجود ثنائي أكسيد السيلينيوم:
{\displaystyle {\ce {3Se + SeO2 + 4HCl -> 2Se2Cl2 + 2H2O}}}
أو ثلاثي أكسيد الكبريت:
{\displaystyle {\ce {2Se + 2SO3 + 3HCl -> Se2Cl2 + H2SO3 + SO2(OH)Cl}}}

## الخواص
يوجد المركب في الشروط القياسية على شكل سائل زيتي، ذي لون بني محمر، وهو يتفكك عند التماس مع الماء، ولكنه قابل للامتزاج مع المذيبات العضوية، مثل الكلوروفورم أو رباعي كلوريد الكربون؛ وكذلك مع ثنائي كبريتيد الكربون. وجد أن محاليل المركب في الأسيتونتريل تكون في حالة توازن مع الشكلين SeCl2 وSeCl4.
للبنية الجزيئية للمركب تناظر من النمط C2، وذلك بشكل مشابه لمركبي بيروكسيد الهيدروجين وثنائي كلوريد ثنائي الكبريت.

## الاستخدامات
يستخدم المركب في الاصطناع العضوي من أجل تحضير مركبات السيلينيوم العضوية.